# Латинський собор (Перемишль)
Архикатедральна базиліка Внебовзяття Пресвятої Діви Марії та святого Івана Хрестителя (також Латинський собор, Латинська катедра, пол. Bazylika archikatedralna Wniebowzięcia Najświętszej Maryi Panny i św. Jana Chrzciciela w Przemyślu) — культова споруда в м. Перемишлі (нині Підкарпатського воєводства, Польща). Кафедральний собор Перемиської латинської архиєпархії. Розташований в історичній частині міста неподалік греко-католицького Собору святого Івана Хрестителя. Найстарша частина храму побудована із каменів зруйнованого у 1460 році православного катедрального собору князя Володаря Ростиславича.

## Історія
Першим латинським собором у місті була відібрана у русинів церква апостолів Петра і Павла, яка була перетворена у костел в період завоювання міста королевою Ядвігою. 1412 року король Владислав II Ягайло, вирушив з Медики до Перемишля в супроводі, зокрема, естергомського єпископа і Михайла Кохмистра. Під час перебування в Перемишлі король, прагнучи очиститися перед своїми супутниками від звинувачення німців у тому, що він був прихильником і головним покровителем «схизматиків», наказав відібрати у русинів і передати латинникам руський кафедральний собор ), збудований з квадратного тесаного каменю; також викинути перед перехрещенням з крипт тіла похованих осіб.
Після кількох десятиліть користування руським храмом він, за ініціативи латинського єпископа Міколая Блажейовського, був зруйнований і з його матеріалів побудований нинішній костел на місці зруйнованої давньоруської ротонди святого Миколая. Для збору коштів на нове будівництво, у 1471 році, було отримано у папи Павла ІІ право збирати гроші за відпуст. Споруда була завершена у 1490 році, однак вже у 1495 згоріла, при чому постраждали як дерев'яні так і муровані конструкції. Ініціатор будівництва єпископ Миколай Блажейовський не дожив до завершення робіт, це сталось вже за часів єпископа Яна Дзядуського (1496-1559), якого Папа призначив на посаду 8 червня 1545 року.) 1578 року перемишльський староста Іван-Томаш Дрогойовський фундував каплицю (нині каплиця Найсвятішого сакраменту) в катедрі. Після руйнації споруди пожежею, почалась нова кампанія збору коштів на її відбудову, що тривала ще на початку XVI століття. Лише у 1558 чи 1559 році завершились роботи із влаштування мурованого склепіння на місці тимчасового з липового дерева.
1728 року за ініціативи єпископа Александера Антонія Фредра було розпочато перебудову і розширення занедбаної готичної катедри в Перемишлі. Зокрема, було розширено вузькі вікна в навах, встановлено новий орган, бароковий головний вівтар та менші бічні вівтарі; хори, які розташовувалися у презбітерії, розмістили над головним входом. З півдня було добудовано каплицю Святого Хреста, в підземеллі якої розмістили родову усипальницю Фредрів. На ці роботи було витрачено близько 200000 злотих. Оданк 1732 року впало склепіння, частина інтер'єру, зокрема, багато старих надгробків, були зруйновані. Тоді єпископ для продовження робіт використав доходи з дієцезійної маєтності Пшендзель.
У своєму заповіті єпископ Александер Антоній Фредро призначив значні кошти для продовження робіт з відновлення катедри в Перемишлі, для якої також залишив 4 гобелени, куплені в Мілано 1730 року. Подарував катедрі Перемишля мальовані в Римі ікони, монстранцію (її забрали австріяки 1786 року).
30 вересня 1742 року тут відбулась учрочиста церемонія вступу на посаду нового єписокпа Вацлава Сераковського. За його служіння завершили роботи, розпочаті А. А. Фредром, а сам єпископ 1744 року освятив храм під титулом Івана Хрестителя та Пресвятої Діви Марії.
Збігнев Горнунг припускав, що львівський скульптор Іван Полейовський в 1750-х роках брав участь у виготовленні різьб головного вівтаря в костелі.
Близько 1776 року коштом капітули поблизу храму було споруджено дзвіницю з дзвонами і годинником.
У 1883-1885 роках за ініціативи єпископа Лукаша Солецького за проектом краківського архітектора Томаша Прилінського провели консерваційні та адаптаційні роботи в соборі (зокрема, реконструкція готичних презбітерію і захристя, відновлення екстер'єру тощо).
У 1900-1902 роках встановлено сталлі зображенням дванадцятьох апостолів, єпископський трон і рельєф «Христос і Матір Божа» роботи Юліуша Белтовського.

## Опис
Фасад костелу бароковий. Притвор завершується аттиком у вигляді балюстради, в аттику над вхідним порталом у притворі є трикутний фронтон. На вершині барокового фронтону нави розташовано камінний хрест, з його боків — по дві декоративні різьблені кам'яні вази.

## Галерея

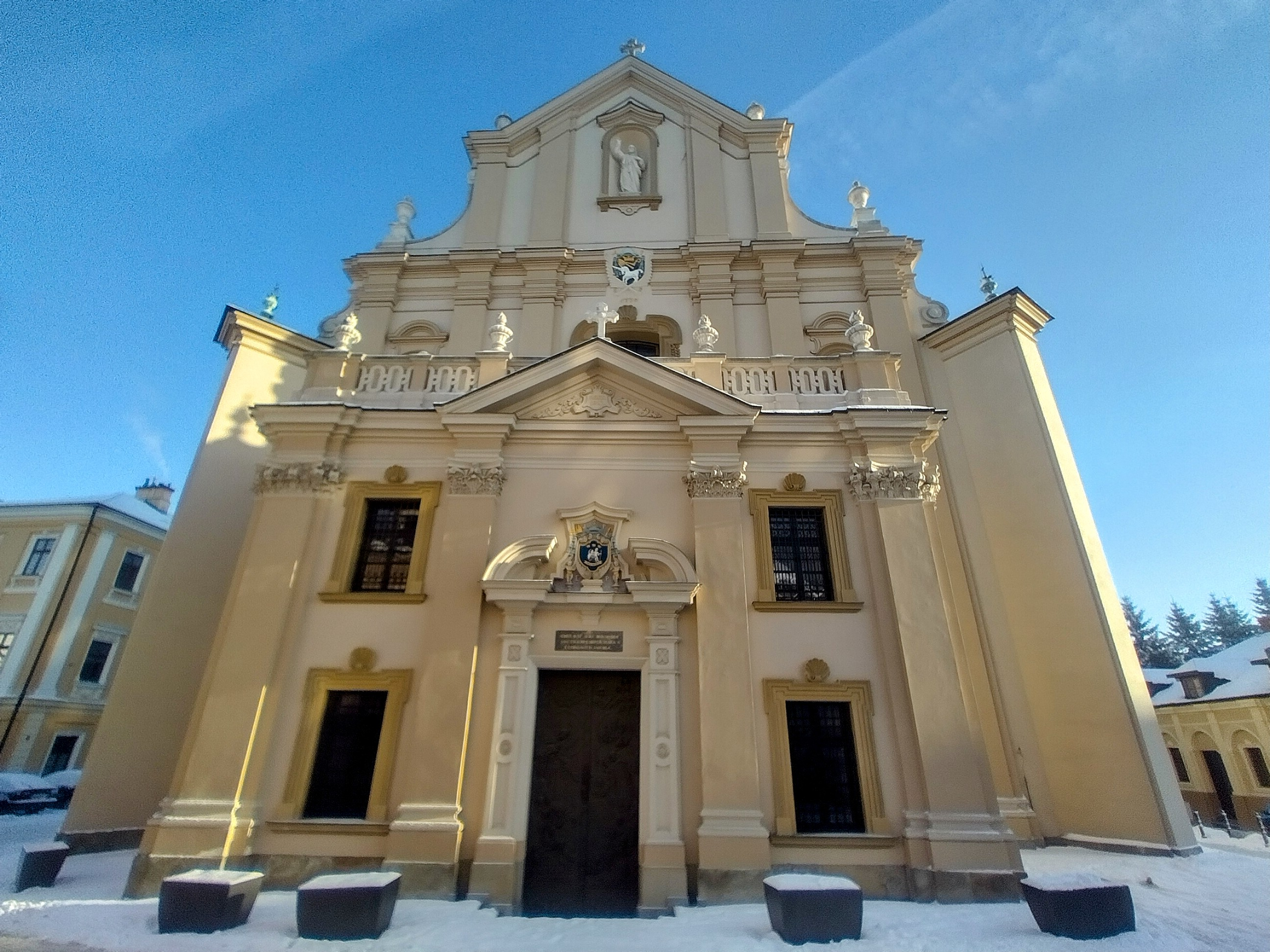
Фасад Латинського собору взимку 2024 року
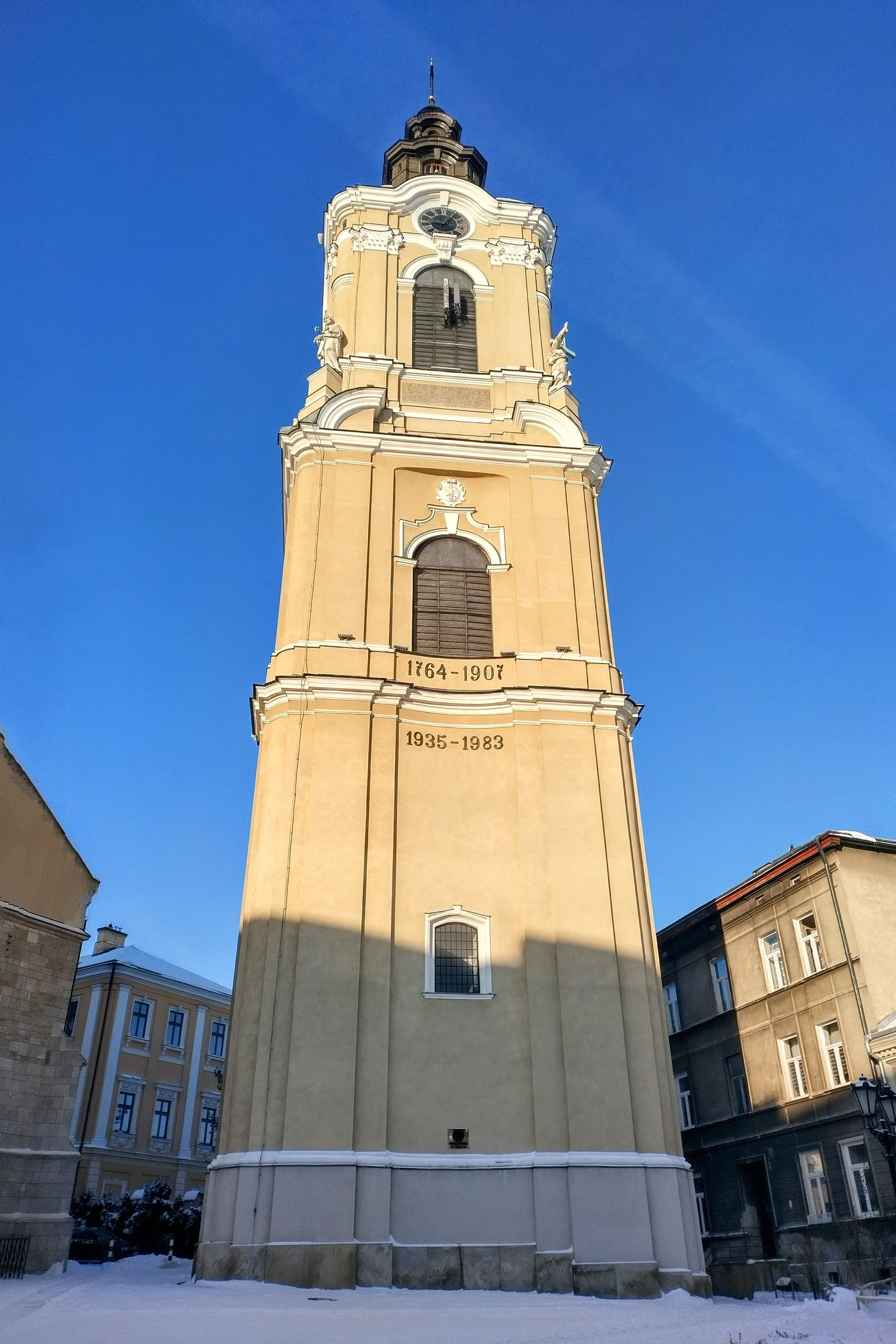
Катедральна вежа
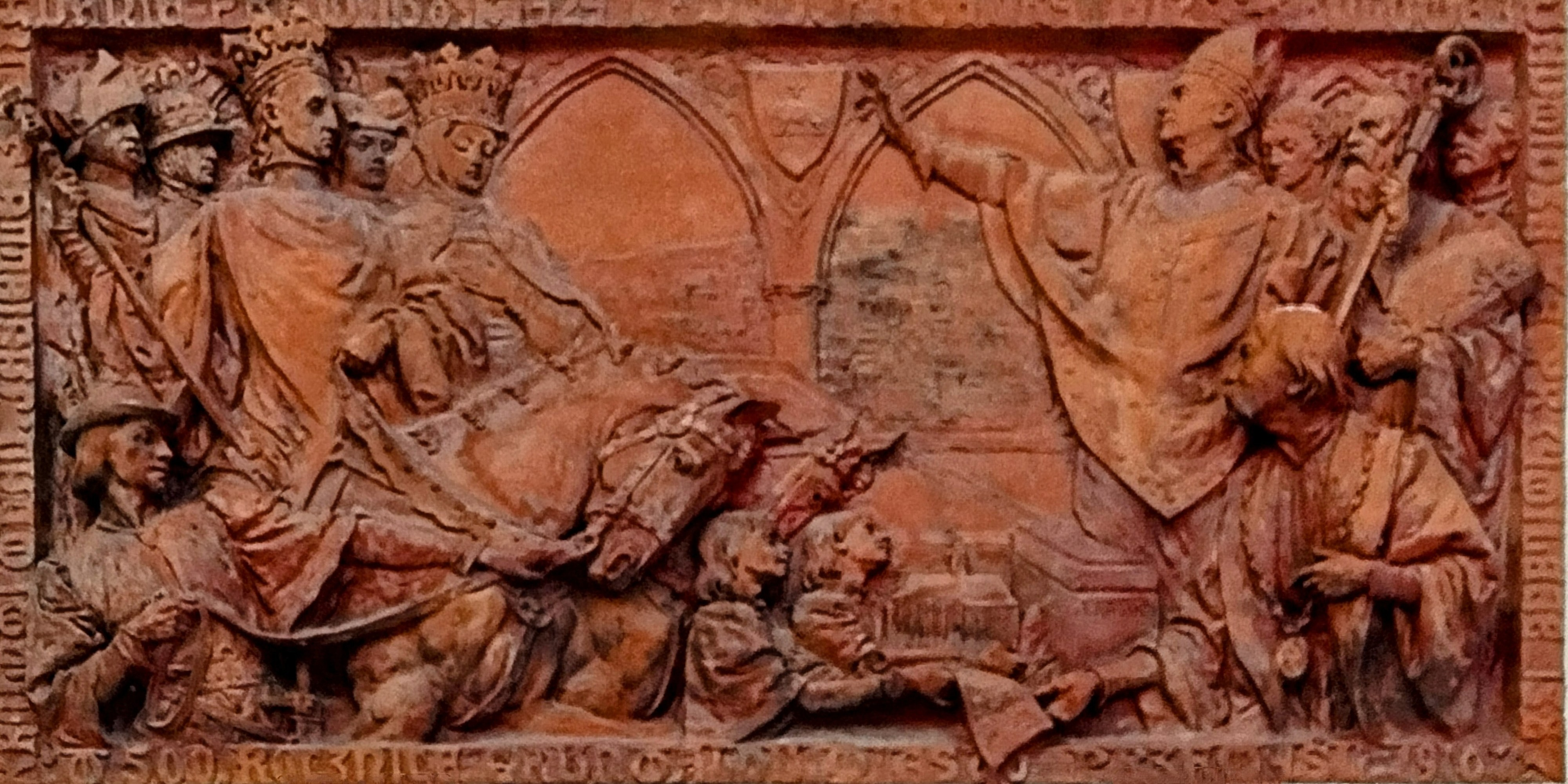
Меморіальна дошка Грюнвальдська битва на стіні собору
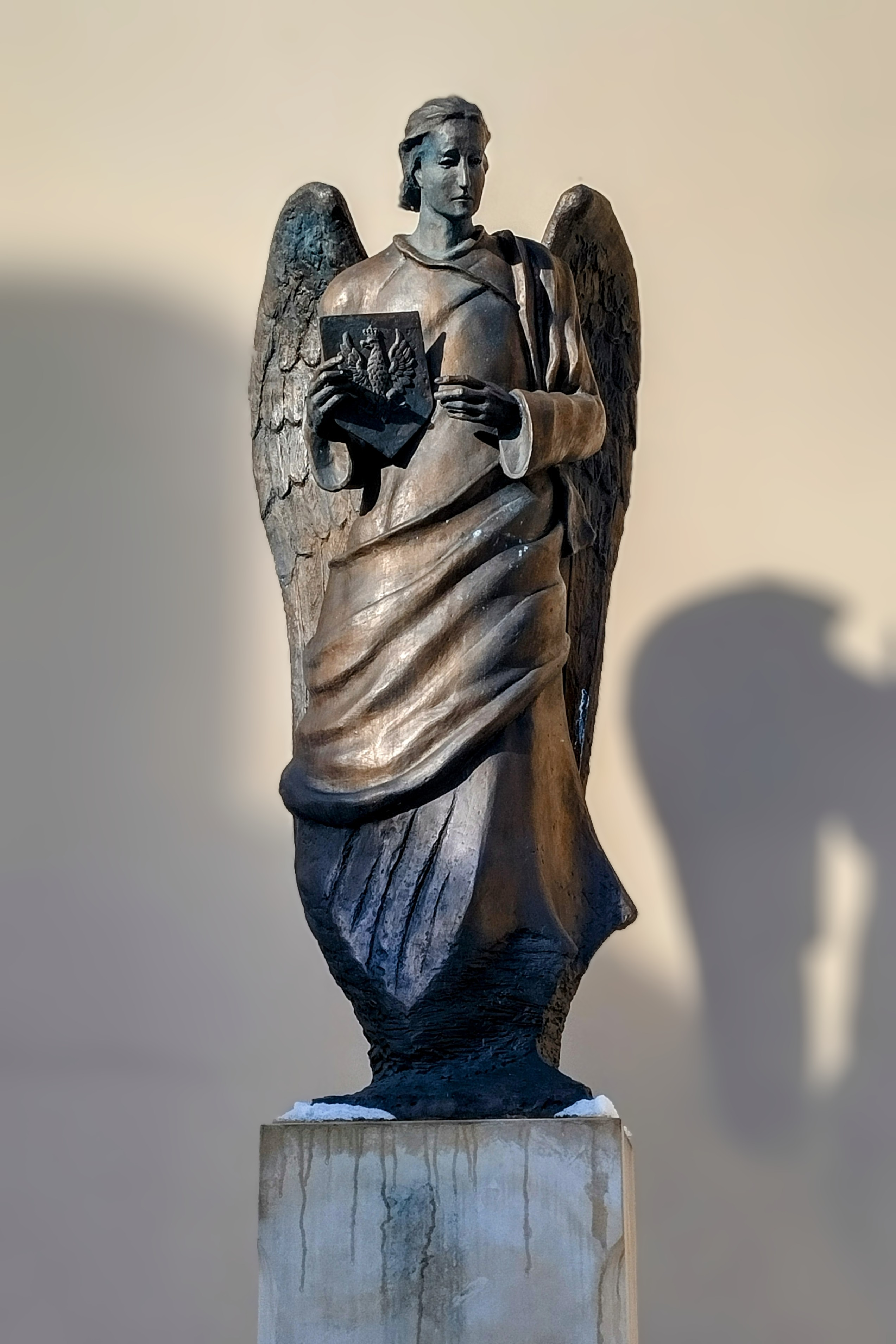
Ангел-охоронець Польщі
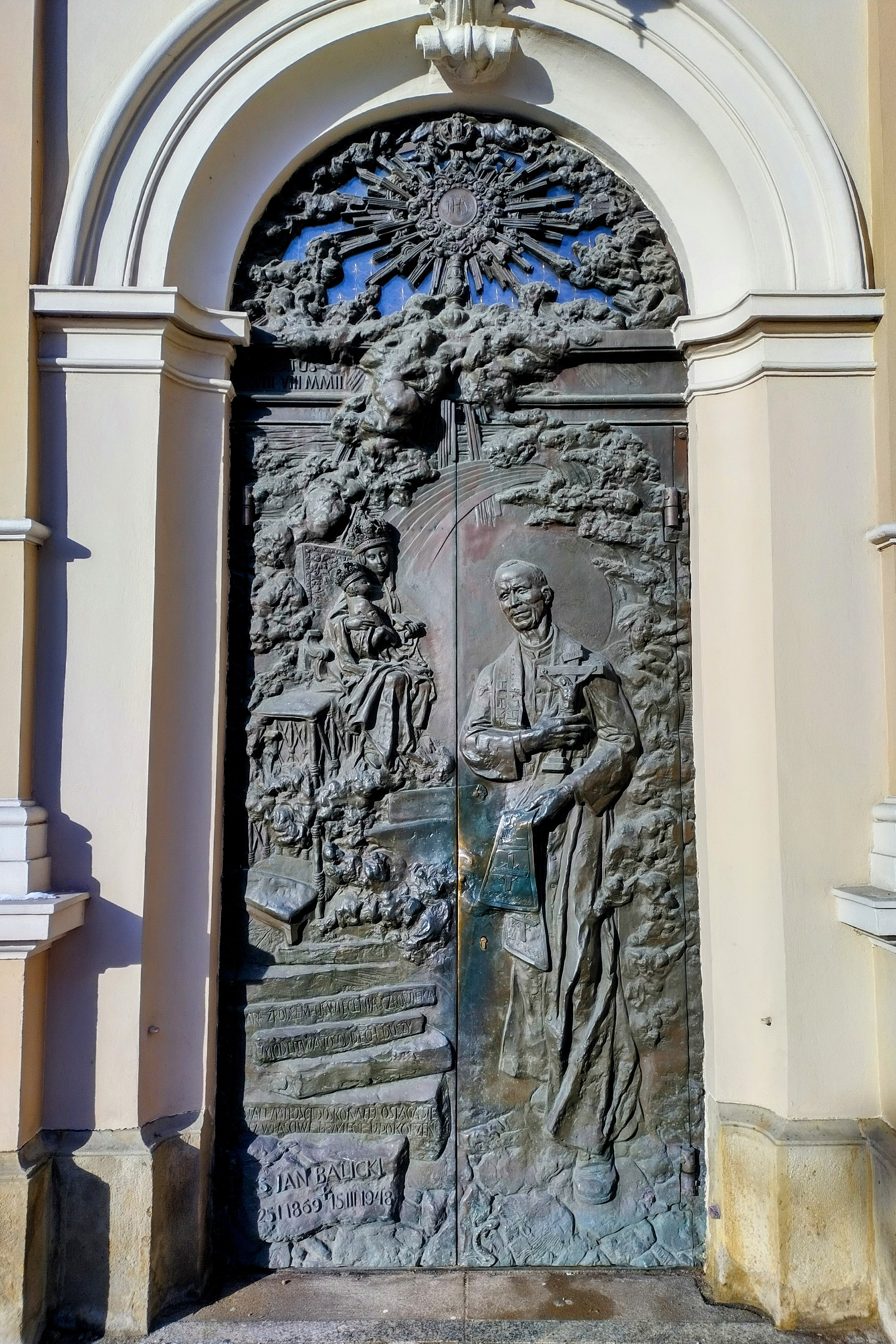
Бічні двері